# Dorothea Rust
Dorothea Rust, née Dora Anna Rust le 15 novembre 1955 à Zoug, est une performeuse et danseuse suisse.

## Histoire
Dorothea Rust a étudié à Zurich et à Berne entre 1979 à 1983. Elle s'est spécialisée en danse moderne (une technique basée sur la gymnastique rythmique et l'expression corporelle, inspirée également par la technique Laban, la technique Cunningham-Limón, le travail vocal, le chant et l'eutonie d'après Gerda Alexander).
Elle s'installe par la suite à New York où elle complète sa formation en danse post-moderne entre 1983 et 1991. De 1994 à 1997, Dorothea Rust s'est formée à l'enseignement de la danse d'après la Technique Alexander (ACAT) à Zurich et à New York. De 1999 à 2003, elle suit des études aux Beaux-Arts et de 2004 à 2006, elle fait un MAS Culture/Gender Studies, tous deux à la Haute école d'arts de Zurich (zhdk).

## Prix (sélection)
- 2016 : Résidence à The Booth, Scalloway Shetland
- 2016 : Lauréate du Performancepreis Suisse[3]
- 2015 : Résidence à Hafnarfjordur Center of Culture and Fine Arts, Hafnarborg, Islande
- 2014 : prix de reconnaissance de la Fondation STEO de Zurich
- 2013 : Pro Helvetia Research Residency à New Delhi, India

## Expositions (sélection)
- 2017 : leichtbekömmlich, Kunsthalle de Lucerne, exposition de groupe
- 2015 : Dashboard Kunsthalle de Lucerne, Installation de SHAKE IT d'après/after Simon Forti